# 花咲きKomachi-Girls
花咲きKomachi-Girls（はなさきこまちがーるず）は、奥谷かひろの4コマ漫画作品。
学習研究社刊『コミックPocke』に1992年7月号より1998年3月号まで連載された。単行本は全4巻。連載終了後、ドラマCDも発売された。

## 概説
いわゆる「学園4コマ」だが、少女漫画誌に連載されていたこともあって男性の登場人物も多いのがの特徴。また、百合・BL・ショタ趣味の登場人物や、最近の漫画では余り見られなくなった体育会系ノリのネタが多いのも特徴。

## 登場人物
※声優はドラマCDの配役。

### 主人公三人組
秋山 梅子（あきやま うめこ）
声：渕崎ゆり子
本作の主人公。紅花女子高校に通う漫画・アニメ・ゲーム大好き少女。特技は徹夜と朝寝坊。身長160センチ・体重非公表。
春木 桃子（はるき ももこ）
声：堀江由衣
梅子の同級生。春木財閥の令嬢。いつもぼんやりしていて、どこにでも寝られる。身長156センチ・体重41キロ。三条小路とは婚約者だが、本人は全く相手にしていない。父親に溺愛されている。
夏川 桜子（なつかわ さくらこ）
声：渡辺久美子
梅子の同級生。とにかく体を鍛えるのが好き。趣味はプロレス観戦で得意技はノーザンライトボムとジャーマンスープレックス。身長171センチ・体重50キロ。下級生の女子や男子によくもてる。

### 町世高校
羽柴 良（はしば りょう）
声：森久保祥太郎
男の園である町世高校に咲いた一輪の花。女装コスプレが恐ろしいほど似合う。ちなみに兄は本職のニューハーフ。桜子に惚れているが、本人には全く相手にされていない。
徳川 信之介（とくがわ しんのすけ）
声：上田祐司
良の同級生。桜子の漢気（おとこぎ）に惚れ「兄貴」と慕い、いつも相手にされていないがそれを「愛」と感じている。
石田 伊織（いしだ いおり）
声：伊藤健太郎
良の同級生。体が弱く、何種類もの薬を服用している。桃子に片想いをしているが、全く気付いてもらえない。
サム / サムソン
体育教師。前者はあだ名で後者は本名。筋トレを欠かさない。良には優しいが、彼以外には辛辣。
アドン
音楽教師。ピアノの達人。サムとは昔からの親友同士。

### 三人組の関係者
夏川 隆（なつかわ たかし）
声：森川智之
桜子の兄で大学生。料理の腕前は超一流で、ものぐさな母に代わって主夫をしている。
森 蘭太郎（もり らんたろう）
声：緑川光
紅花女子高校の数学教師で三人組のクラスの担任。26歳。重度のゲーマーで、新作の発売日は授業が自習に。
三条小路 幹彦（さんじょうこうじ みきひこ）
声：置鮎龍太郎
資産家で桃子の許嫁。桃子に会いたいがために紅花女子高校を買収し、自ら理事長に就任する。ほかにも桃子のために校則を変えたりするなど過激な行動が多い。
秋山 星子（あきやま ほしこ）
梅子の妹。重度の百合志向で、桜子を「お姉様」と慕う。良と犬猿の仲。桜子と同じ学校に通うべく猛特訓を重ねている。
林田 あやめ（はやしだ あやめ）
現代国語教師。同人歴10年で耽美小説を愛読し、自分でも書いている。
大島 椿（おおしま つばき）
梅子たちの同級生。別ペンネーム・花總華恋（はなぶさ かれん）で大手同人サークルを主宰。
木村 百合（きむら ゆり）
隆と同じ大学の後輩。隆に告白するつもりなのに素直になれず、いつも喧嘩を売ってしまう。
松平 甲児（まつだいら こうじ）/ 剣ジュン（つるぎ ジュン）
鷹の宮学園の男子生徒。スキー場で梅子と知り合い、趣味の話で意気投合する。実は売れっ子漫画家で後者はペンネーム。のちに梅子に思いを寄せるようになる。
織田 雄一（おだ ゆういち）
姉妹編「花盛りKomachi-Ladies」のみ登場。イケメンで女子社員に人気だが、性格は大人げ無い。
水戸大介（みと だいすけ）
松平の担当編集者。松平の原稿を取り立てるために彼といつも一緒にいる。松平がマンガ家であることをひた隠ししているのが裏目に出ており、周囲からは男色であると誤解されている。

## 姉妹編
花盛りKomachi-Ladies
単行本2巻に収録。登場人物は本編とほぼ同じだが、舞台は春木商事（桃子の父が社長）で梅子たち3人はOLと言う設定。
薔薇咲きKomachi-Boys
単行本3巻に収録。町世高校が舞台で、良を中心に彼等を取り巻く人々を描く。
花つぼみKomachi-Kids
単行本未収録。梅子たち3人の娘が主人公で幼稚園が舞台。ちなみに父親は設定されていなかった。

## 単行本
1～3巻の初版はノーラコミックスDX Pockeシリーズだが4巻はピチコミックスDXにレーベルが移った。1～3巻も1998年以降の重版はピチコミックスDXで発売。
1. 1994年12月6日初版 ISBN 4056007896
2. 1996年4月6日初版 ISBN 4056012938
3. 1997年3月6日初版 ISBN 405601521X
4. 1998年4月26日初版 ISBN 4056018820

## ドラマCD
1998年4月3日、キングレコードより発売（KICA-399）。脚本は作者の実兄であるあかほりさとるが書いている。
1. 狙われた三人娘
2. ウェイク・ユー・アップ!!
歌：伊藤亜子
3. 桃子を探せ!愛の大捜査網
4. 情熱の格闘料理
5. みんな一緒にダイエット!?
6. うれしはずかし温泉旅行
7. ヤッホー!ハイホー!財宝!?
8. Good night girls
歌：渕崎ゆり子、渡辺久美子、堀江由衣